# Аданката (Долж)
Аданката (рум. Adâncata) насеље је у Румунији у округу Долж у општини Гојешти. Oпштина се налази на надморској висини од 145 m.

## Становништво
Према подацима из 2002. године у насељу је живело 109 становника, од којих су сви румунске националности.